# Jean-Paul Desbat
Pour les articles homonymes, voir Desbat.
Jean-Paul Desbat, né le 13 avril 1946 à Paris 12e, est un architecte français, architecte des bâtiments de France, architecte urbaniste de l'État et ancien conservateur du Monastère royal de Brou.

## Biographie
Après un an d'études scientifiques à l'Université Paris-Sud, Jean-Paul Desbat s'oriente vers des études d'architecture et de conservation du patrimoine à l'École de Chaillot. 
Il travaille quelque temps en tant qu'architecte à Fontainebleau. Il s'installe ensuite à Bourg-en-Bresse, après avoir été nommé architecte des bâtiments de France de l'Ain, département où il effectue le reste de sa carrière. 
Il est, jusqu'à sa retraite en 2006, le conservateur du Monastère royal de Brou.
Jean-Paul Desbat a épousé Nadia Moniot, professeur d'histoire dans le secondaire, en 1970. Ils ont eu deux enfants, Florence, préparatrice en pharmacie, et Olivier, médecin généraliste.

## Valorisation de monuments historiques

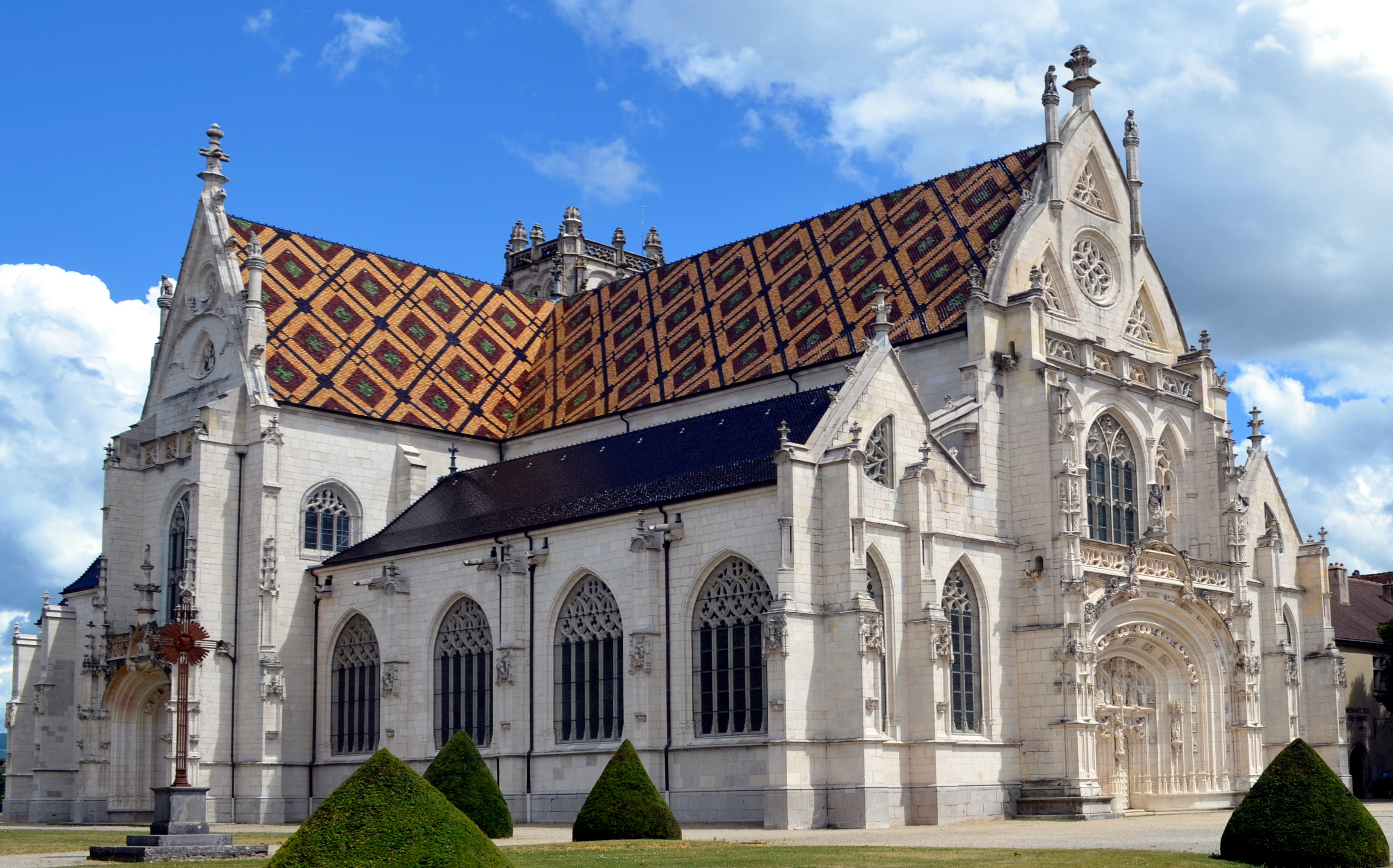
Monastère royal de Brou.

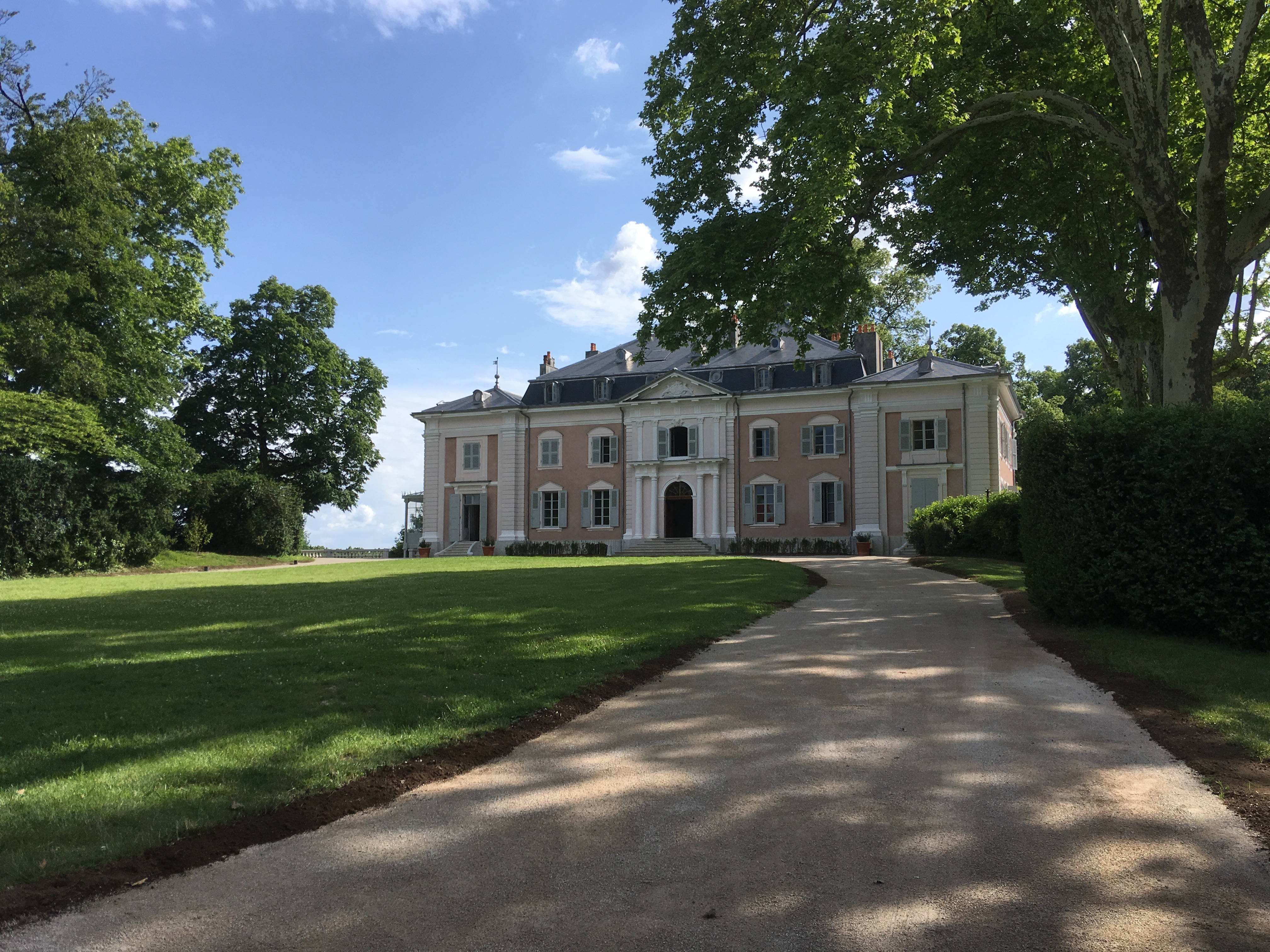
Château de Ferney-Voltaire.

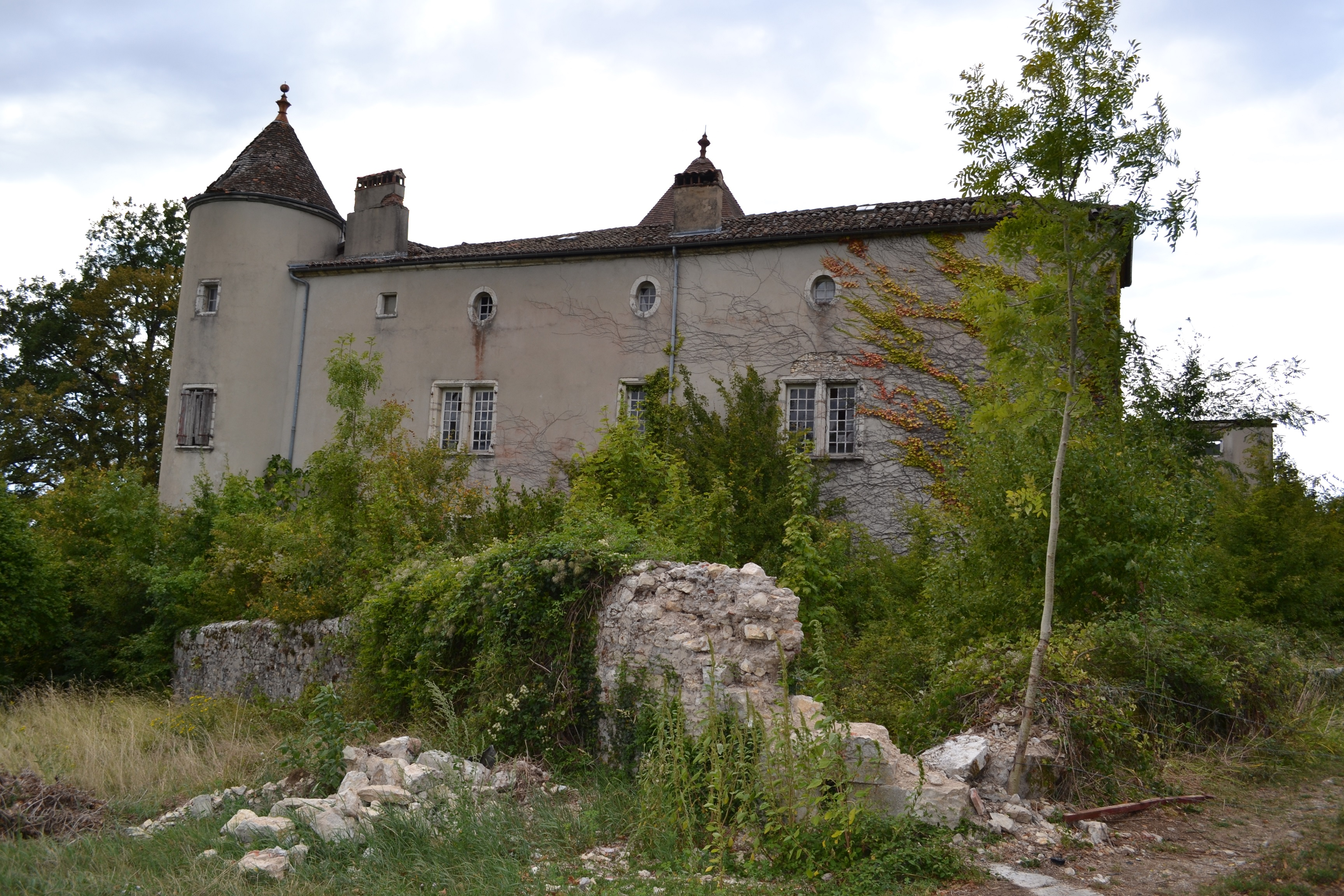
Château de Chenavel.

- Château de Ferney-Voltaire
- Château de Chenavel
- Château de Jasseron
- Monastère royal de Brou
- Château de Fontainebleau

## Distinctions
- Chevalier de l'ordre des Arts et des Lettres[2], 2006.

## Publications
- L'architecte des bâtiments de France, un partenaire particulier, dans la revue La Pierre d'Angle, 2018[3].
- L'architecture rurale en Languedoc et en Roussillon, de Christian Lhuisset, préface de Jean-Paul Desbat, éditions Trabucaire, 2013[4].
- Œuvres poétiques, avec Nadia Desbat, Interdisciplinarité, 2012[5].
- Maria Favier, la conteuse du Sougey, de Marthe Etcheverria et Jean-Claude Marquis, préface de Jean-Paul Desbat, Musnier-Gilbert, 1998[6].
- Environnement et biens culturels, avec Hugues de Bazelaire et Bertrand Lavédrine, Section française de l'Institut international de conservation, Champs-sur-Marne, 1993[7].
- Le château de Chenavel, à Jujurieux, dans l'Ain, avec René Desbrosse, 1984[8].
- Merveilles des monuments de l'Ain, reconquérir le patrimoine, avec Christian Lhuisset, Service départemental de l'architecture, 1983[9].
- L'architecture commerciale en milieu urbain, avec Gilles-Henri Bailly et Dominique Larpin, Imprimerie Nationale, 1982[10].
- Le château et la seigneurie de Jasseron au Moyen Âge, de Jean-François Genevois, préface de Jean-Paul Desbat, Gatheron imprimeur, Pont-de-Veyle, 1982[11].
- Les ensembles historiques dans la reconquête urbaine, avec Gilles-Henri Bailly, La Documentation française, 1973[12].